# Varnhalt
Varnhalt is een plaats in de Duitse gemeente Baden-Baden, deelstaat Baden-Württemberg, en telt 2003 inwoners (2007).
Tot 1 juli 1972 was Varnhalt een zelfstandige gemeente.

## Fotogalerij

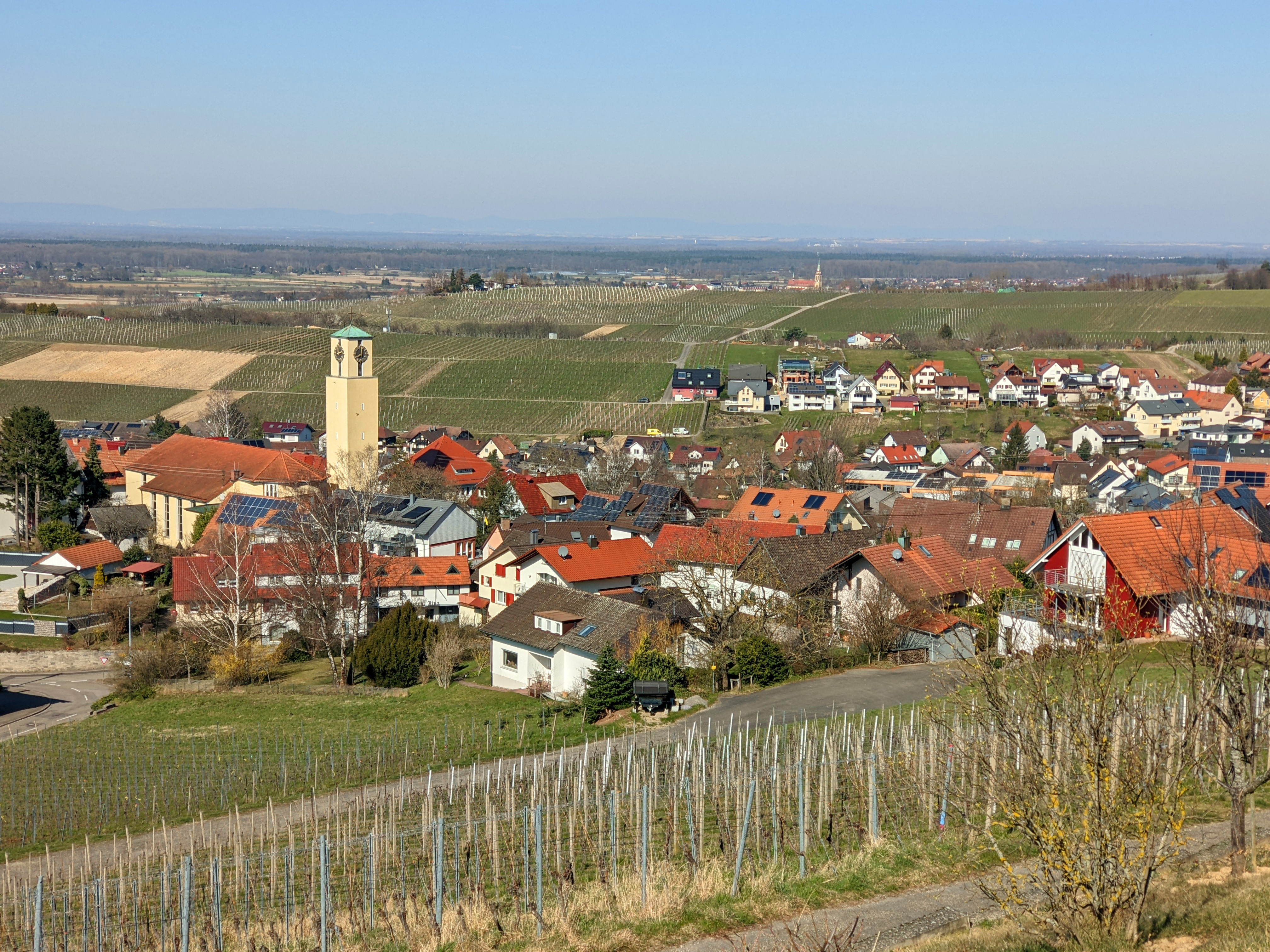
Zicht op Varnhalt
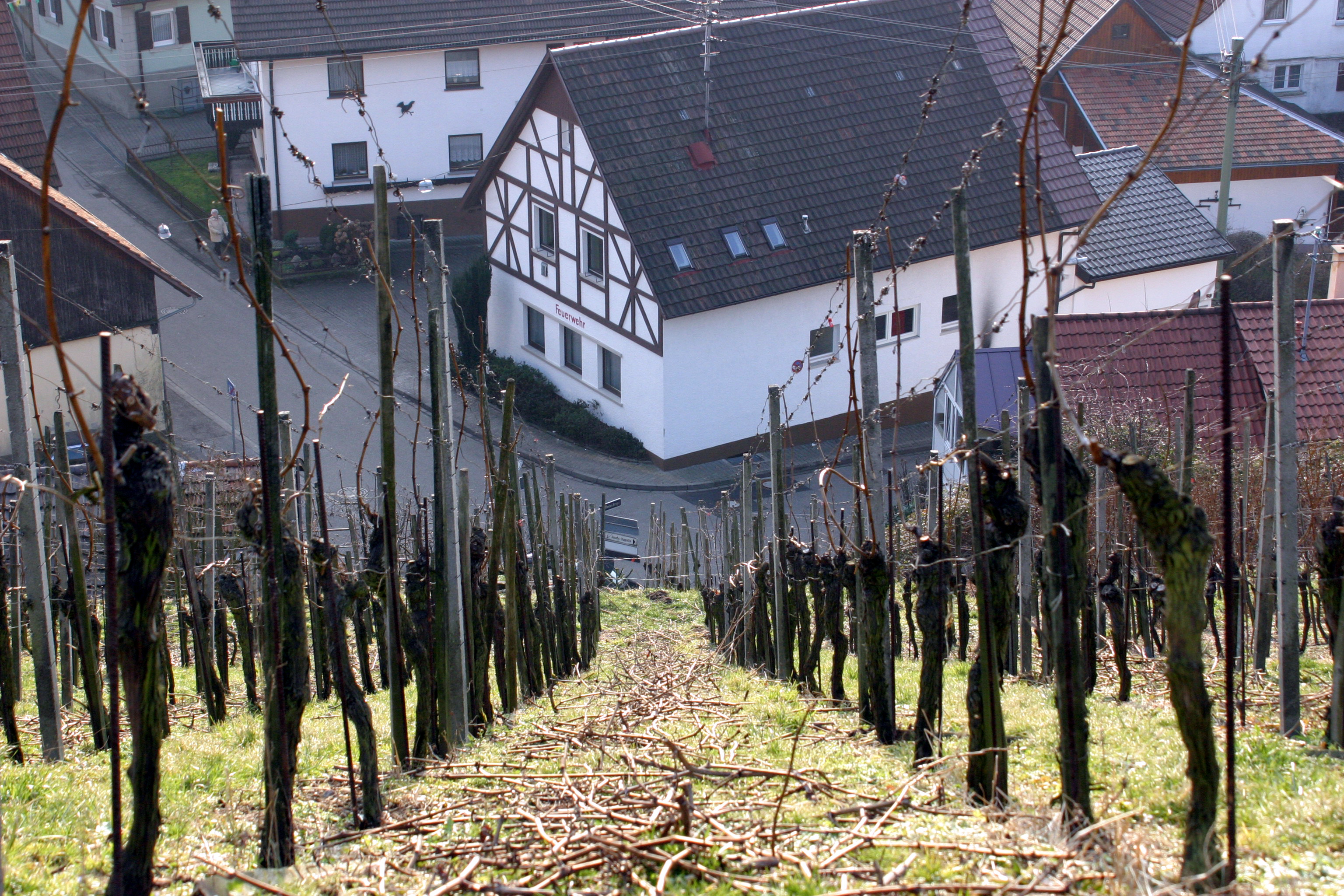
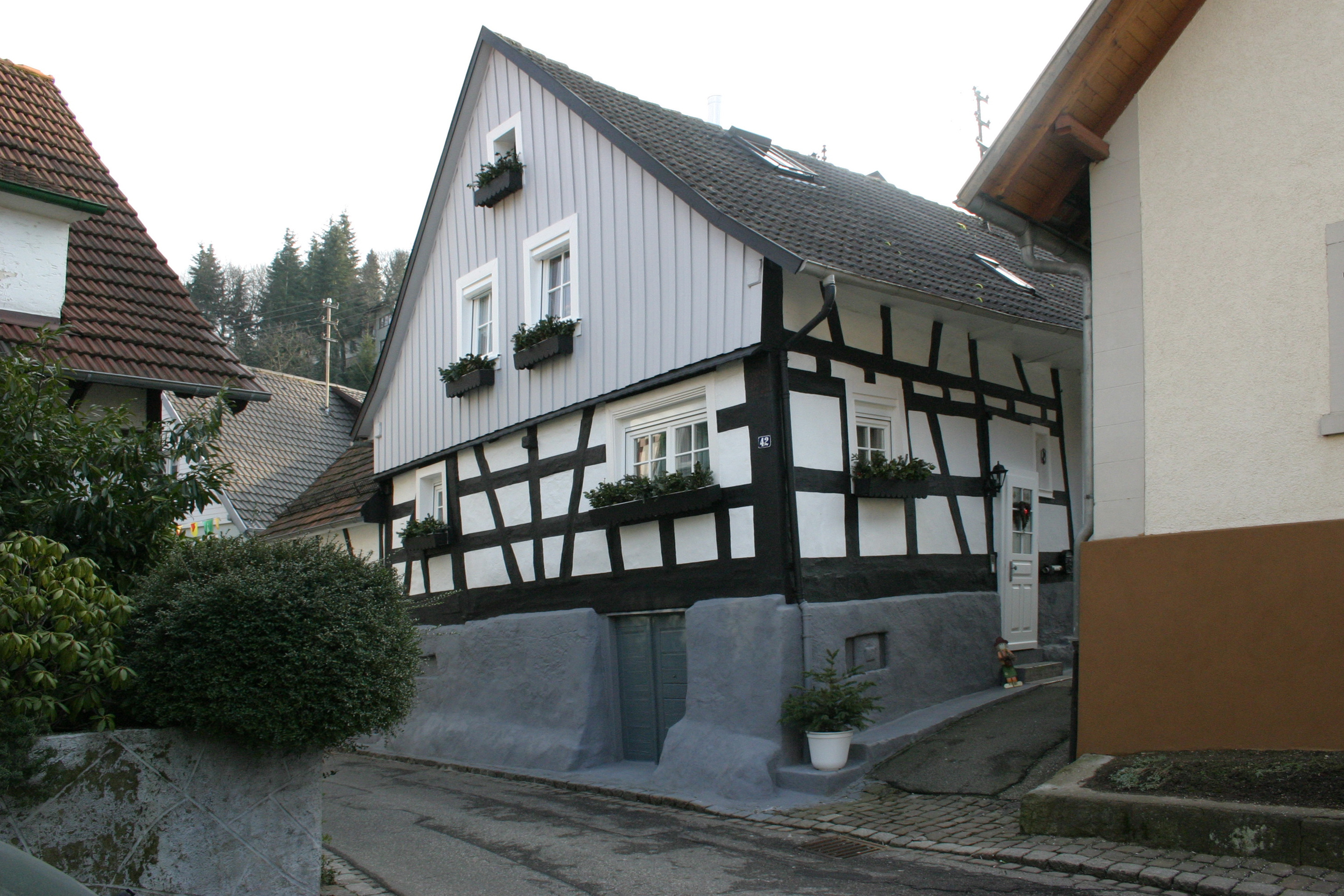
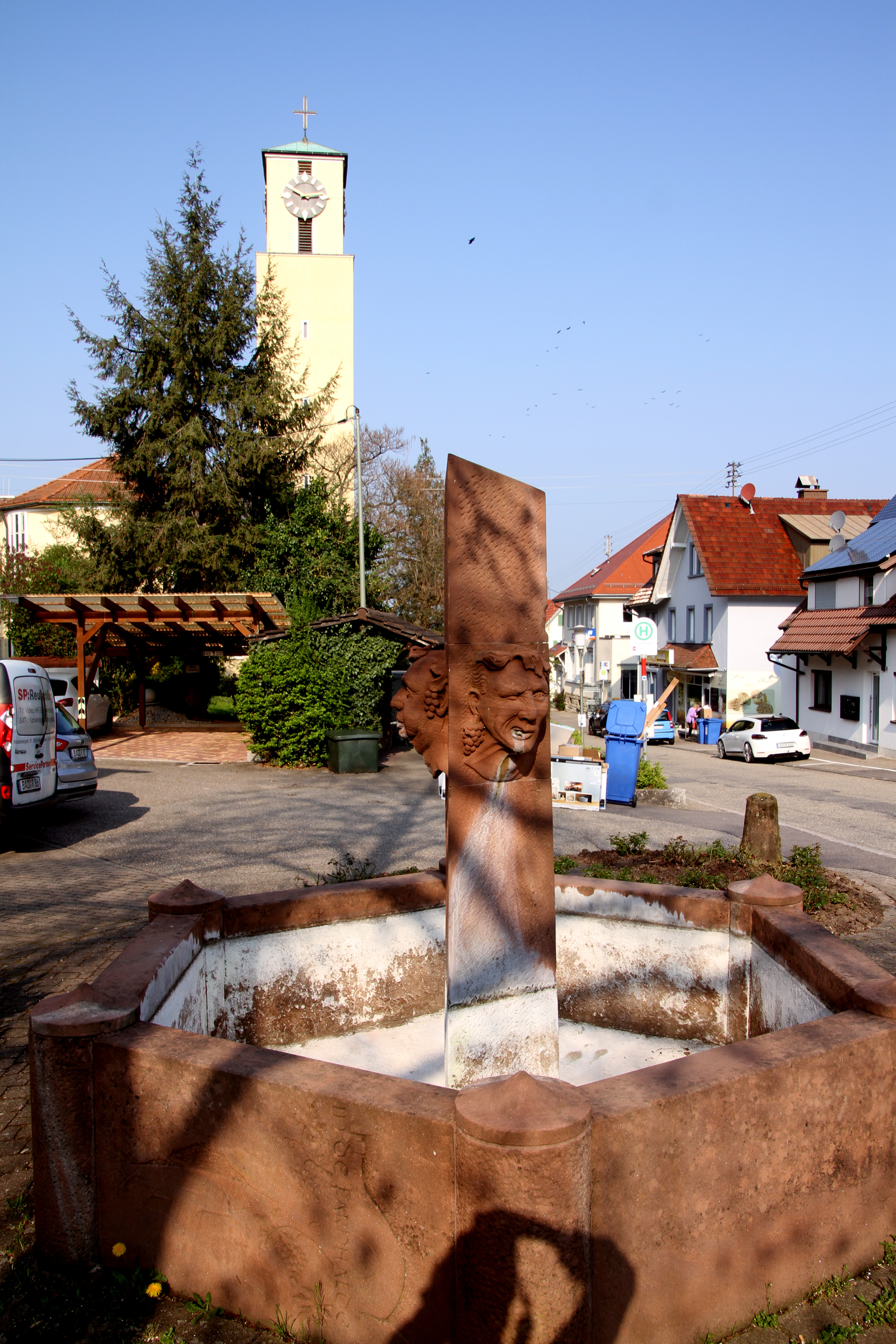
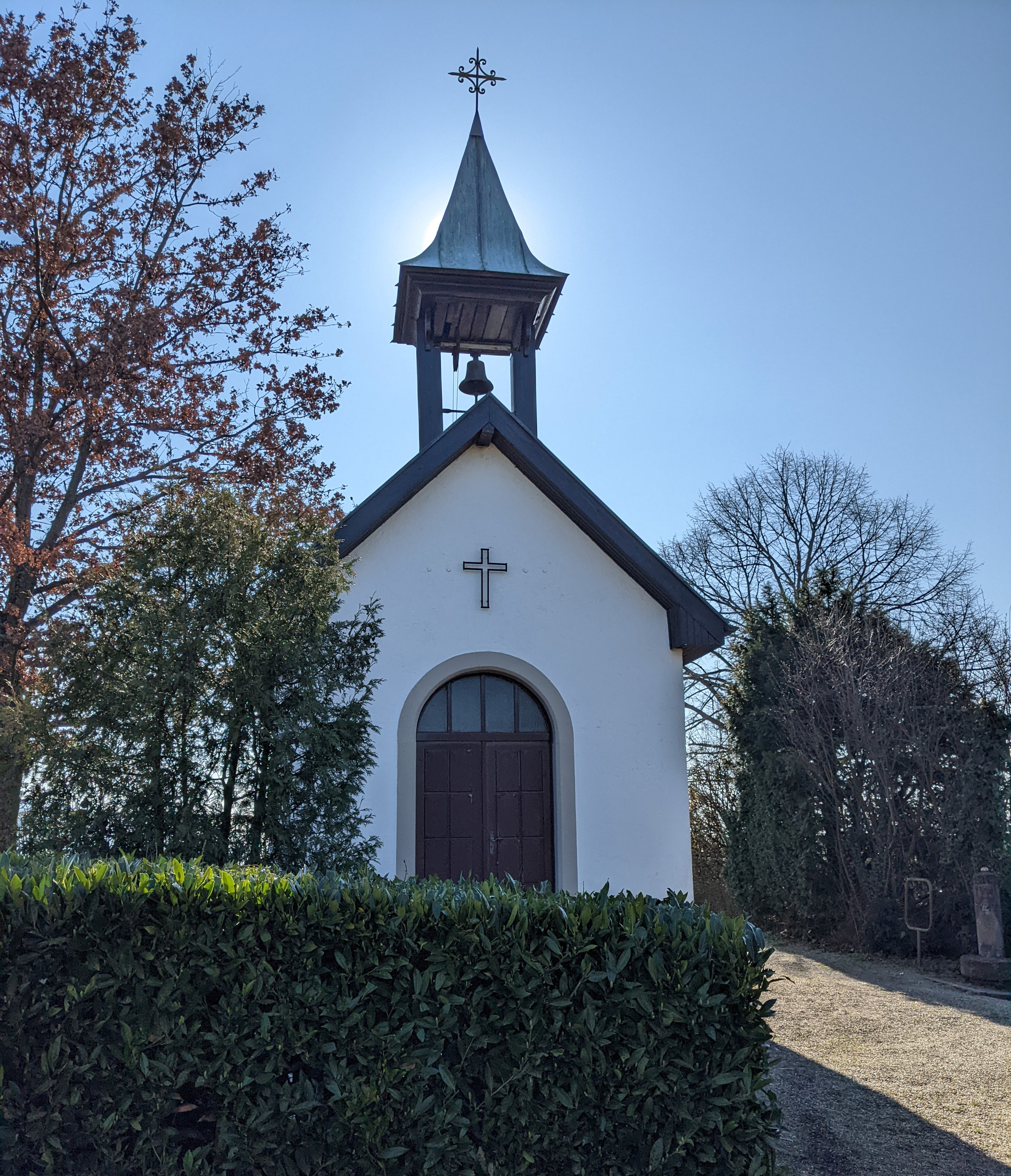
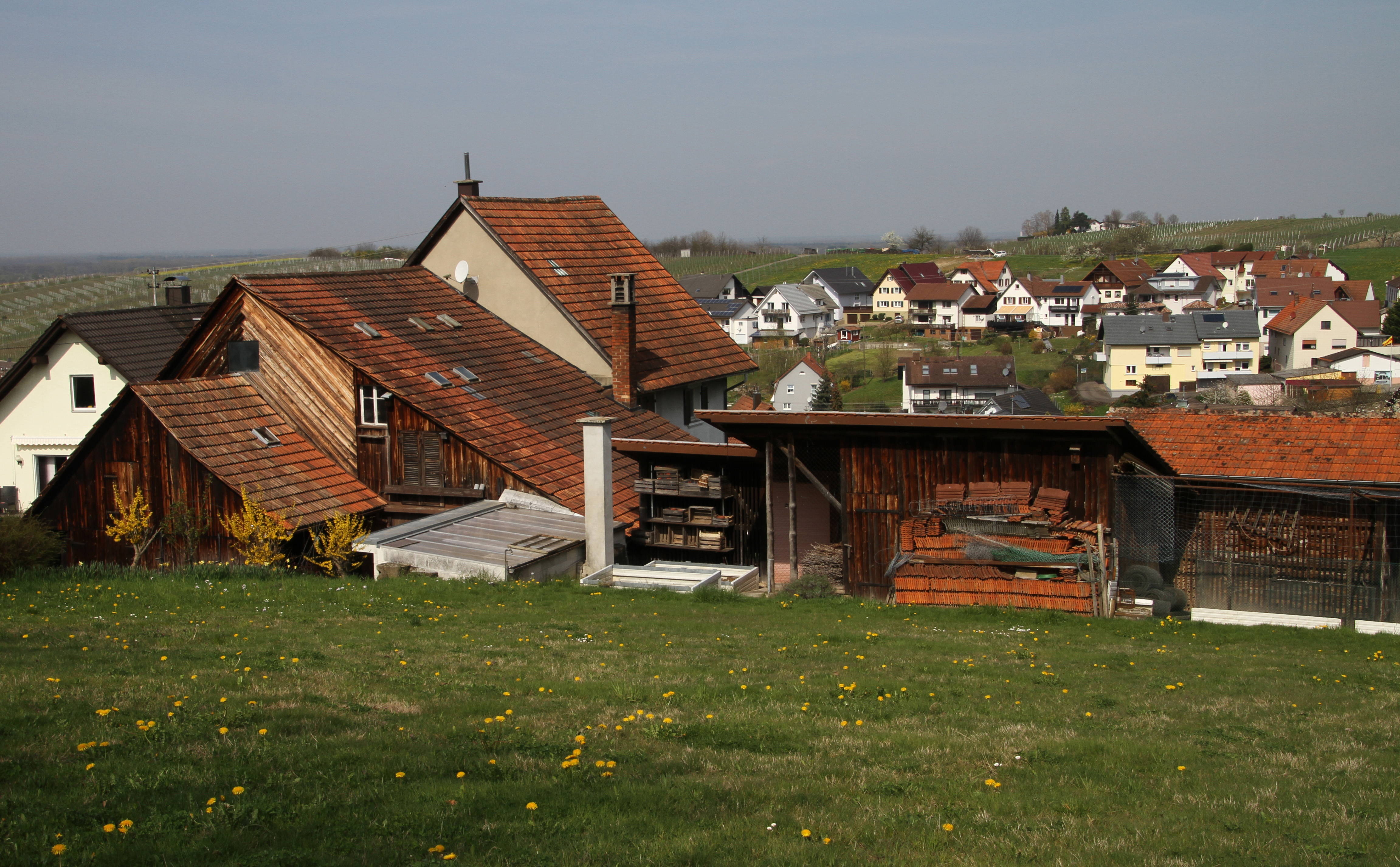
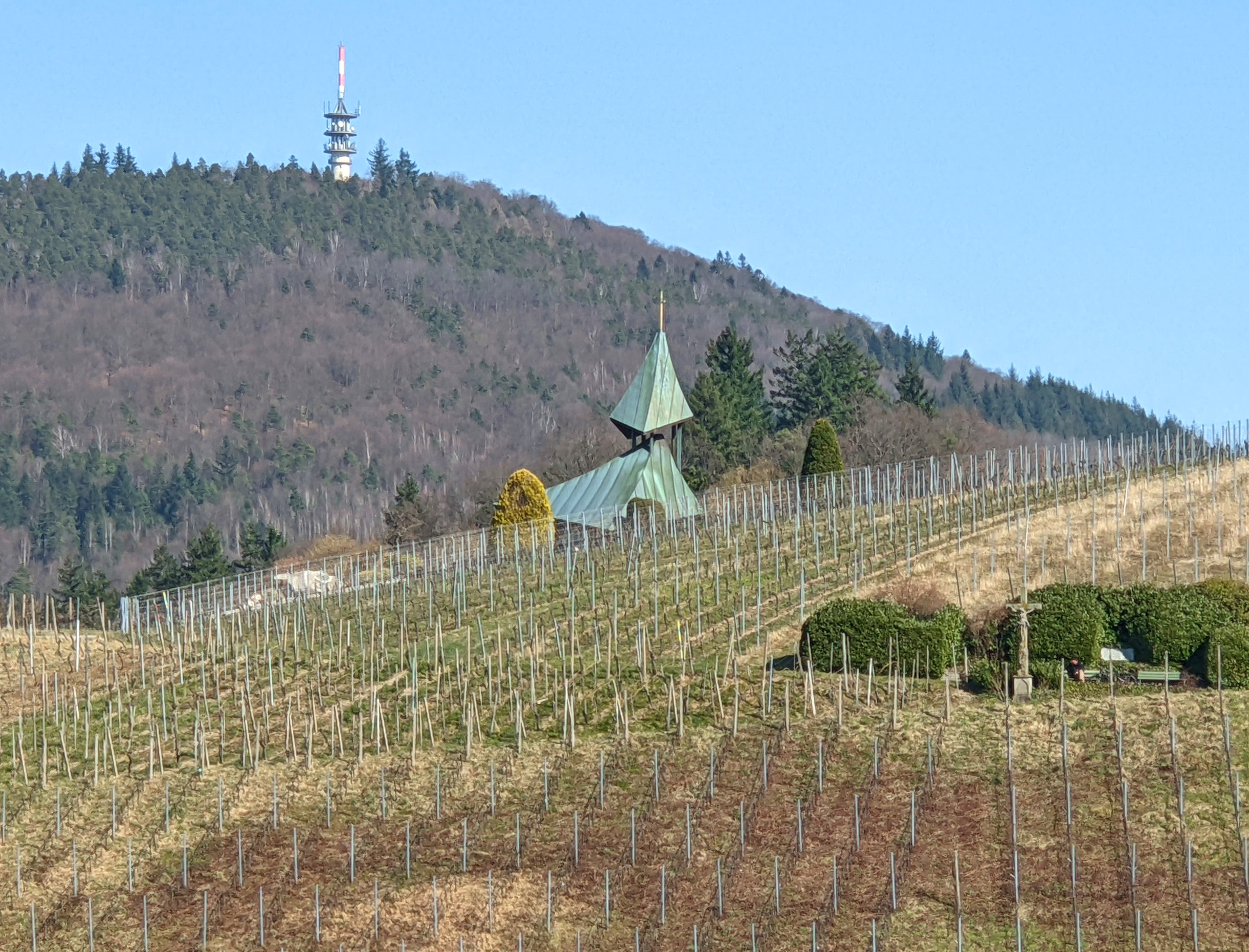
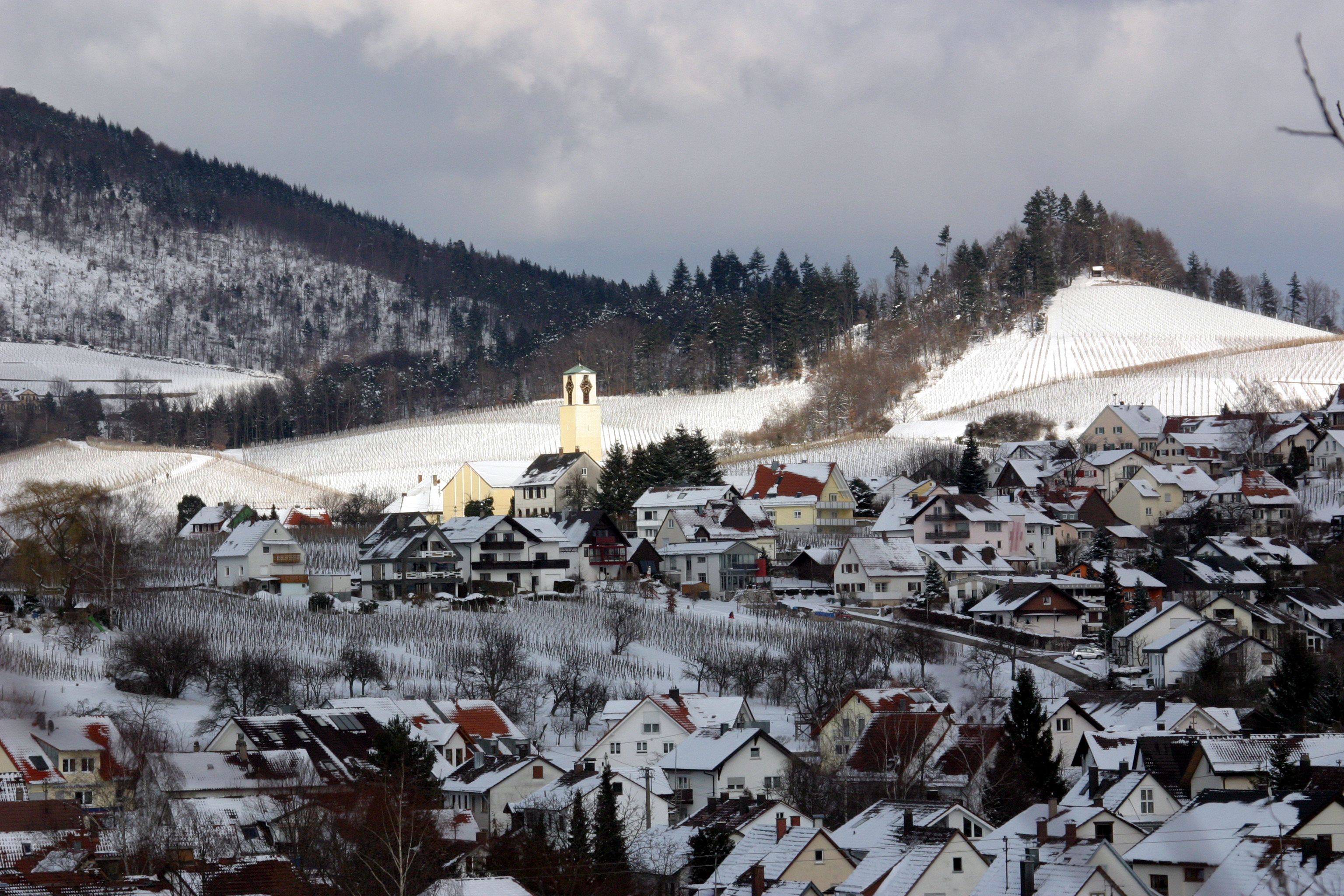

Balg · Ebersteinburg · Gaisbach · Geroldsau · Haueneberstein · Lichtental · Neuweier · Oos · Sandweier · Steinbach · Varnhalt